# Cantonul Grasse-Nord
Cantonul Grasse-Nord este un canton din arondismentul Grasse, departamentul Alpes-Maritimes, regiunea Provence-Alpes-Côte d'Azur, Franța.

## Comune
- Grasse (parțial)